# Give Me Up (chanson de Nami Tamaki)
Pour l’article homonyme, voir Give Me Up.
Singles de Nami Tamaki
Winter Ballades
(2007) Friends!
(2009)
Give Me Up est le 1ersingle de Nami Tamaki sous le label Universal Music Japan, et le 16e en tout, il est sorti le 25 mars 2009 au Japon. Il atteint la 18e place du classement de l'Oricon, et reste classé pendant 4 semaines, pour un total de 8 169 exemplaires vendus. Il sort en format CD, CD édition limitée+carte et CD+DVD.
La chanson Give Me Up est une reprise du duo BaBe, déjà reprise par plusieurs autres artistes précédemment, adaptation en japonais de la chanson originale Give Me Up de Michael Fortunati. La version de Tamaki été utilisée comme 5e thème de fermeture de l'anime Yatterman. Les chansons Give Me Up et In my life se trouvent sur l'album STEP.

## Liste des titres
| 1. | Give Me Up                       | Michael De San Antonio, Pierre Michel Nigro, Kanako Kato | Mario Giuseppe Nigro, Susumu Kawai | 4:08 |
| 2. | Ichizu na Negai (イチズナネガイ) | Jun Abe                                                  | Hitoshi Shimono                    | 4:18 |
| 3. | Kanojo (彼女)                    | Kaji Katsura                                             | Hitoshi Harukawa                   | 4:08 |
| 4. | Give Me Up (Instrumental)        | Michael De San Antonio, Pierre Michel Nigro, Kanako Kato | Mario Giuseppe Nigro, Susumu Kawai | 4:06 |

| 1. | Give Me Up                       | Michael De San Antonio, Pierre Michel Nigro, Kanako Kato | Mario Giuseppe Nigro, Susumu Kawai | 4:08 |
| 2. | Ichizu na Negai (イチズナネガイ) | Jun Abe                                                  | Hitoshi Shimono                    | 4:18 |
| 3. | In my life                       | GIORGIO 13                                               | GIORGIO CANCEMI                    | 4:55 |
| 4. | Give Me Up (Instrumental)        | Michael De San Antonio, Pierre Michel Nigro, Kanako Kato | Mario Giuseppe Nigro, Susumu Kawai | 4:06 |

| 1. | Give Me Up                       | Michael De San Antonio, Pierre Michel Nigro, Kanako Kato | Mario Giuseppe Nigro, Susumu Kawai | 4:08 |
| 2. | Ichizu na Negai (イチズナネガイ) | Jun Abe                                                  | Hitoshi Shimono                    | 4:18 |
| 3. | Give Me Up (Instrumental)        | Michael De San Antonio, Pierre Michel Nigro, Kanako Kato | Mario Giuseppe Nigro, Susumu Kawai | 4:06 |

| 1. | Give Me Up |  |